# Homorthodes rectiflava
Homorthodes rectiflava là một loài bướm đêm trong họ Noctuidae.